# Астрагал тарханкутський
Астрага́л тарханку́тський (Astragalus tarchankuticus) — вид трав'янистих рослин з родини бобових (Fabaceae).

## Опис
Багаторічна рослина заввишки 10–30 см. Листочки довгасті, 6–10 мм завдовжки й 1.5–3 мм завширшки. Період цвітіння: травень. Віночок жовтий. Прапорець завдовжки 19–22 мм, зворотно-яйцюватий.

## Поширення
В Україні вид зростає на степових і вапнякових схилах — у Криму (Тарханкутський півострів).